# WaterTower Music
 (août 2016).
WaterTower Music (appelé New Line Records jusqu'en 2010) est un label américain de musique de film installé à Burbank filiale de Warner Bros. Entertainment et fondé en 2000.
C'est un label spécialement créé pour les compositions de musique de films réservé uniquement pour Warner Bros. et ses filiales, notamment HBO Max.

## Histoire
Le label a été fondé en 2000 par Jason Linn, sous le nom New Line Records. Le 15 janvier 2010, New Line Records est renommé WaterTower Music.

## Films
- 2007 : À la Croisée des Mondes : La Boussole d'or (musique composée par Alexandre Desplat)
- 2009-2013 : La trilogie Very Bad Trip de Todd Phillips (musique composée par Christophe Beck)
- 2012-2014 : La trilogie Le Hobbit de Peter Jackson (musique composée par Howard Shore
- 2005-2012 : la trilogie Dark Knight de Christopher Nolan (musique composée par Hans Zimmer)
- 2010 : Inception de Christopher Nolan (musique composée par Hans Zimmer)
- 2011 : Comme Cendrillon : Il était une chanson de Damon Santostefano (musique composée par Braden Kimball)
- 2013 : Man of Steel de Zack Snyder (musique composée par Hans Zimmer et Junkie XL)
- 2013 : Pacific rim de Guillermo Del Toro (musique composée par Ramin Djawadi)
- 2013 : Gravity de Alfonso Cuarón (musique composée par Steven Price)
- 2014 : 300 : La Naissance d'un empire de Noam Murro (musique composée par Junkie XL)
- 2014 : Godzilla de Gareth Edwars (musique composée par Alexandre Desplat)
- 2014 : Interstellar de Christopher Nolan (musique composée par Hans Zimmer)
- 2015 : Mad Max: Fury Road de George Miller (musique composée par Junkie XL)
- 2016 : Batman v Superman : L'Aube de la justice de Zack Snyder (musique composée par Hans Zimmer et Junkie XL)
- 2016 : Comme Cendrillon : Trouver chaussure à son pied de Michelle Johnston (musique composée par Jake Monaco)
- 2016 : Suicide Squad de David Ayer (musique composée par Steven Price)
- 2016-2022 : La trilogie Les Animaux Fantastiques de David Yates (musique composée par James Newton Howard)
- 2017 : Dunkerque (Dunkirk) de Christopher Nolan (musique composée par Hans Zimmer)
- 2017 : Braquage à l'ancienne (Going In Style) de par Zach Braff (musique de Rob Simonsen)
- 2017 : Ça (It) d'Andrés Muschietti (musique composée par Benjamin Wallfisch)
- 2019 : Ça : Chapitre 2 (It: Chapter Two) d'Andrés Muschietti (musique composée par Benjamin Wallfisch)
- 2019 : Doctor Sleep de Mike Flanagan (musiquée composée par The Newton Brothers)
- 2019 : Joker de Todd Phillips (musique composée par Hildur Guðnadóttir)
- 2019 : Godzilla 2 : Roi des monstres de Michael Dougherty (musique composée par Bear McCreary)

- 2020 : Birds of Prey (et la fantabuleuse histoire de Harley Quinn) de Cathy Yan (musique composée par Daniel Pemberton)
- 2020 : Wonder Woman 1984 de Patty Jenkins (musique composée par Hans Zimmer)
- 2021 : Dune de Denis Villeneuve (musique composée par Hans Zimmer)
- 2021 : Conjuring : Sous l'emprise du Diable de Michael Chaves (musique composée par Joseph Bishara)
- 2021 : Godzilla vs Kong de Adam Wingard (musique composée par Junkie XL)
- 2022 : The Batman de Matt Reeves (musique composée par Michael Giacchino)
- 2023 : Barbie de Greta Gerwig
- 2023 : La Nonne : La Malédiction de Sainte-Lucie de Michael Chaves (musique composée par Marco Beltrami)

## Séries télévisées
- 2011-2019 : Game of Thrones
- 2011 : Pretty Little Liars
- 2014-2017 : The Leftovers
- 2015-2019 : Crazy Ex-Girlfriend
- 2016-2022 : Westworld
- Depuis 2017 : Riverdale
- 2018-2020 : Les Nouvelles Aventures de Sabrina
- Depuis 2019 : Harley Quinn
- 2020 : Katy Keene
- 2020 : Lovecraft Country
- 2020 : The Undoing
- Depuis 2021 : The White Lotus
- 2021 : Mare of Easttown
- Depuis 2022 : House of the Dragon

## Artistes
- Hans Zimmer
- Junkie XL aka Tom Holkenborg
- Howard Shore
- Ryan Shore
- Ramin Djawadi
- Steven Price
- Ludwig Goransson
- David Wingo
- John Powell
- Daniel Pemberton
- Andrew Lockington
- Michael Giacchino
- Thomas Newman
- Joseph Bishara
- Christophe Beck
- Alexandre Desplat
- Rupert Gregson Williams
- Mychael Danna
- Jeff Danna
- Mark Mothersbaugh
- James Horner
- Max Richter